# Camazotz

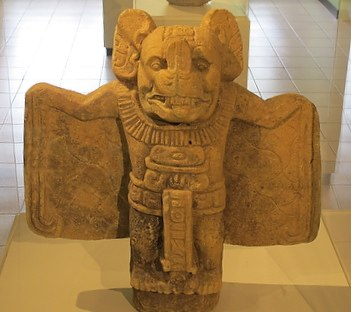
Escultura del dios Camazotz, en el Museo Popol Vuh (Guatemala).

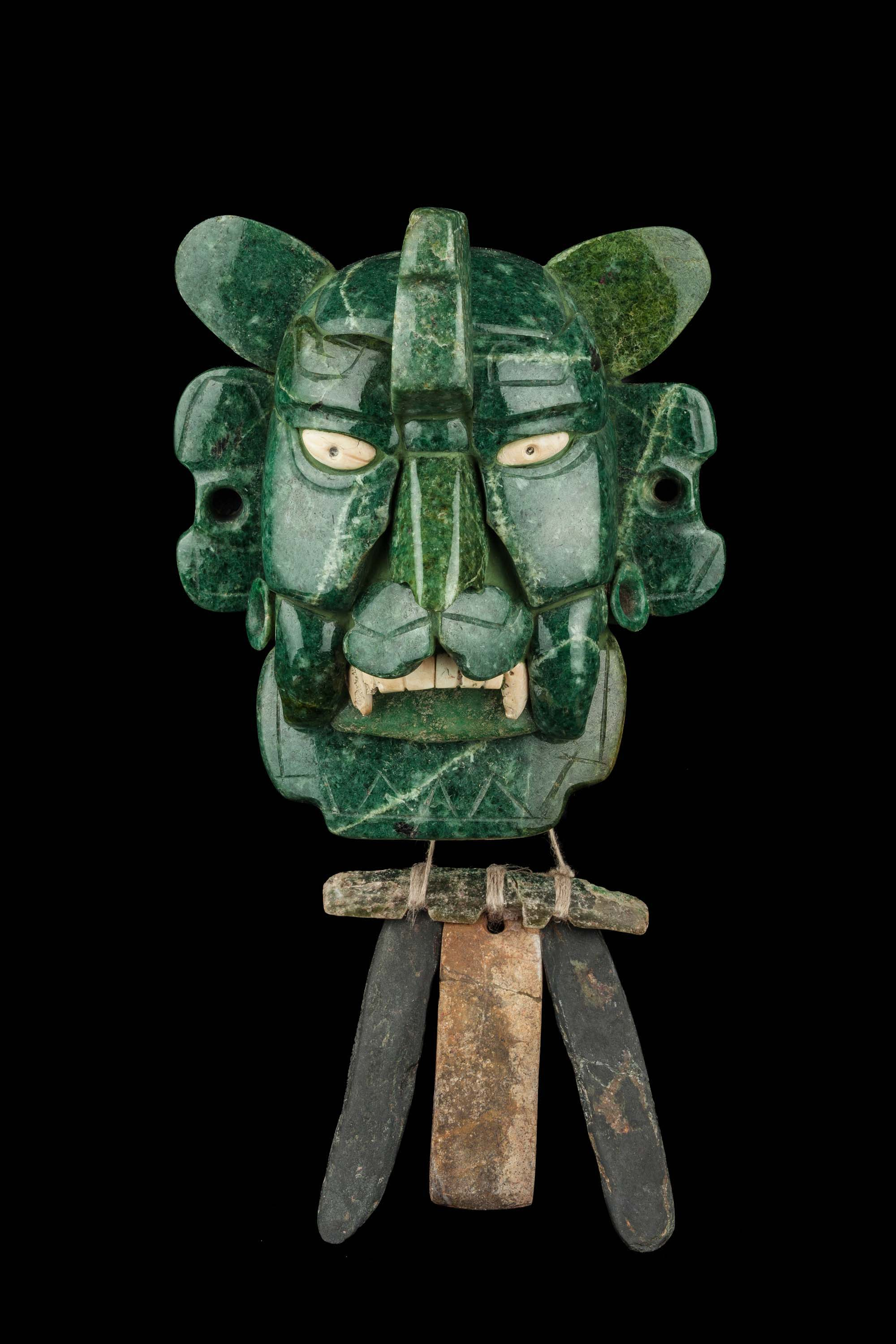
Máscara del dios murciélago hallada dentro de una tumba en Monte Albán (Oaxaca).

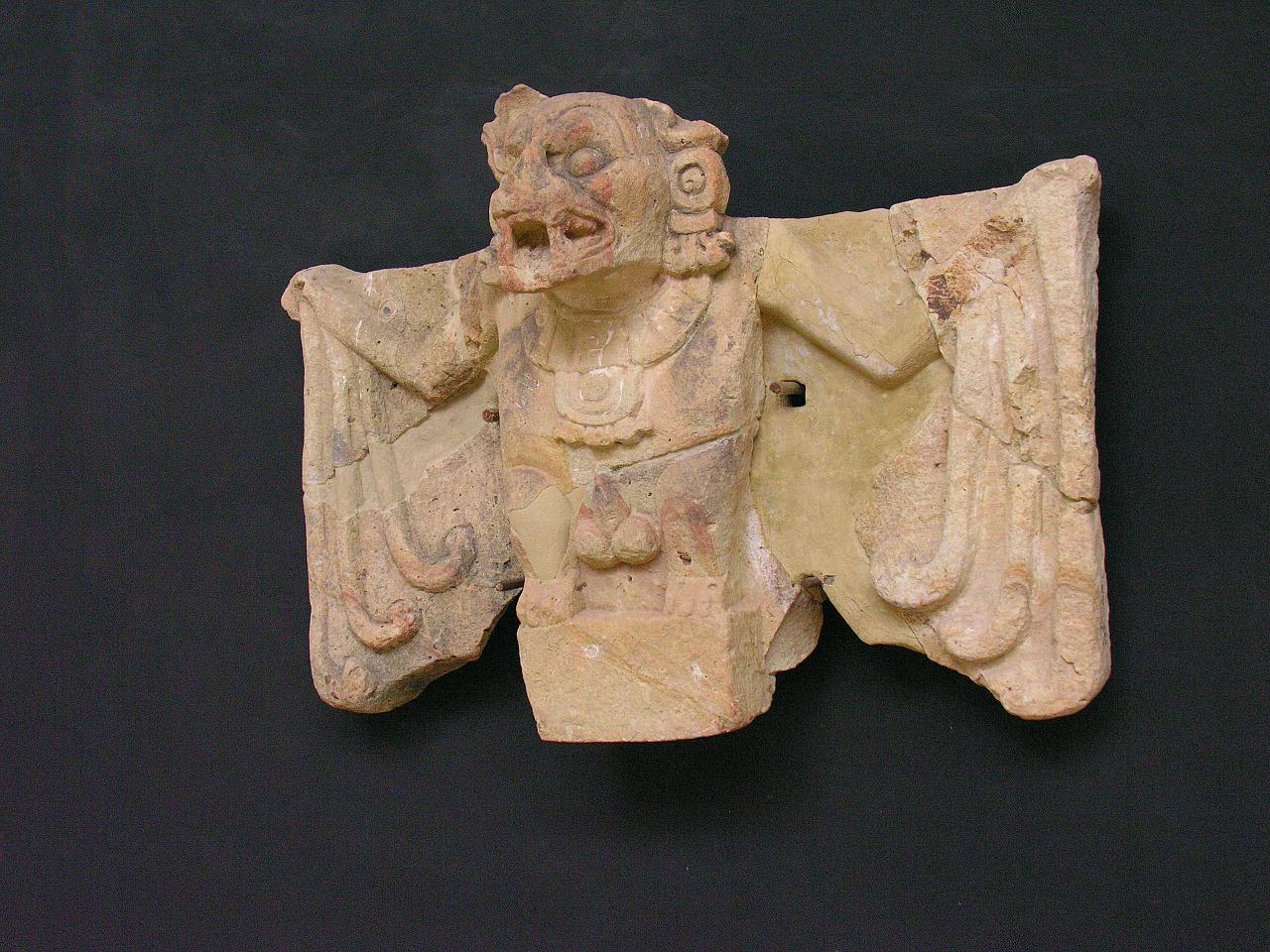
Estatua de Camazotz hallada en Copán (Honduras).

Camazotz es una deidad que fue adoptado por distintas culturas (mitología maya, cultura zapoteca, mitología mexica) y fue considerado como el dios murciélago o murciélago asesino. Habitualmente se le representa con su forma de chiróptera. Se pueden ver representaciones de él en el museo de Copán (Honduras). 
En Chiapas (México) existe el pueblo de Zinacantán habitado por la etnia tzotzil (gente del murciélago) de la familia maya, y en el valle de Toluca (Estado de México) el pueblo de Tzinacantepec. En el Popol Vuh, el murciélago es un ser que bajó del cielo para decapitar a los primeros hombres hechos de madera.

## Etimología
Camazotz está formado por las palabras en K'iche' kame, que significa "muerte", y sotz', que significa "murciélago".

## Origen
El culto de Camazotz empezó alrededor de 100 a. C. entre los zapotecas de Oaxaca, México, quienes veneraban a un monstruo antropomórfico con cuerpo de hombre y cabeza de murciélago. El murciélago fue asociado con la noche, la muerte y el sacrificio. Este dios encontró su lugar rápidamente entre el panteón de los mayas, una tribu que vivió en las selvas prehispánicas. Los mayas identificaron rápidamente el dios-murciélago con su dios Zotzilaha Chamalcan, dios del fuego. 
Hay evidencia actual que apoya que el mito de Camazotz puede haberse extendido debido a los murciélagos vampiro, alcanzando México, Guatemala y áreas de Brasil. 
La evidencia de lo anterior se halla en los murciélagos lanudos. Tienen una nariz afilada, orejas amplias –similares a las de los conejos—, y ojos pequeños, perfectamente redondos. Con esta apariencia, inspiró los relatos de creación más importantes del Popol Vuh, las sagradas escrituras mayas.

## Mitología
En el Popol Vuh, era el nombre común referido a los monstruos similares al murciélago encontrados por los héroes gemelos mayas Hunahpú e Ixbalanque durante sus pruebas en el mundo subterráneo de Xibalbá. Obligados a pasar la noche en la Casa de Los Murciélagos, los muchachos pueden mantener a las criaturas a raya hasta que Hunahpu fue decapitado intentando mirar la llegada del alba. Ixbalanque afligido llama a todos los animales, para que lleven cada uno su comida favorita para reconstruir la cabeza del hermano. Cuando el tapir vuelve con un chilacayote, Ixbalanque lo talla en una nueva cabeza para su hermano, y ellos pueden asistir al juego de pelota final, provocando la derrota eventual del Xibalba.

## Características

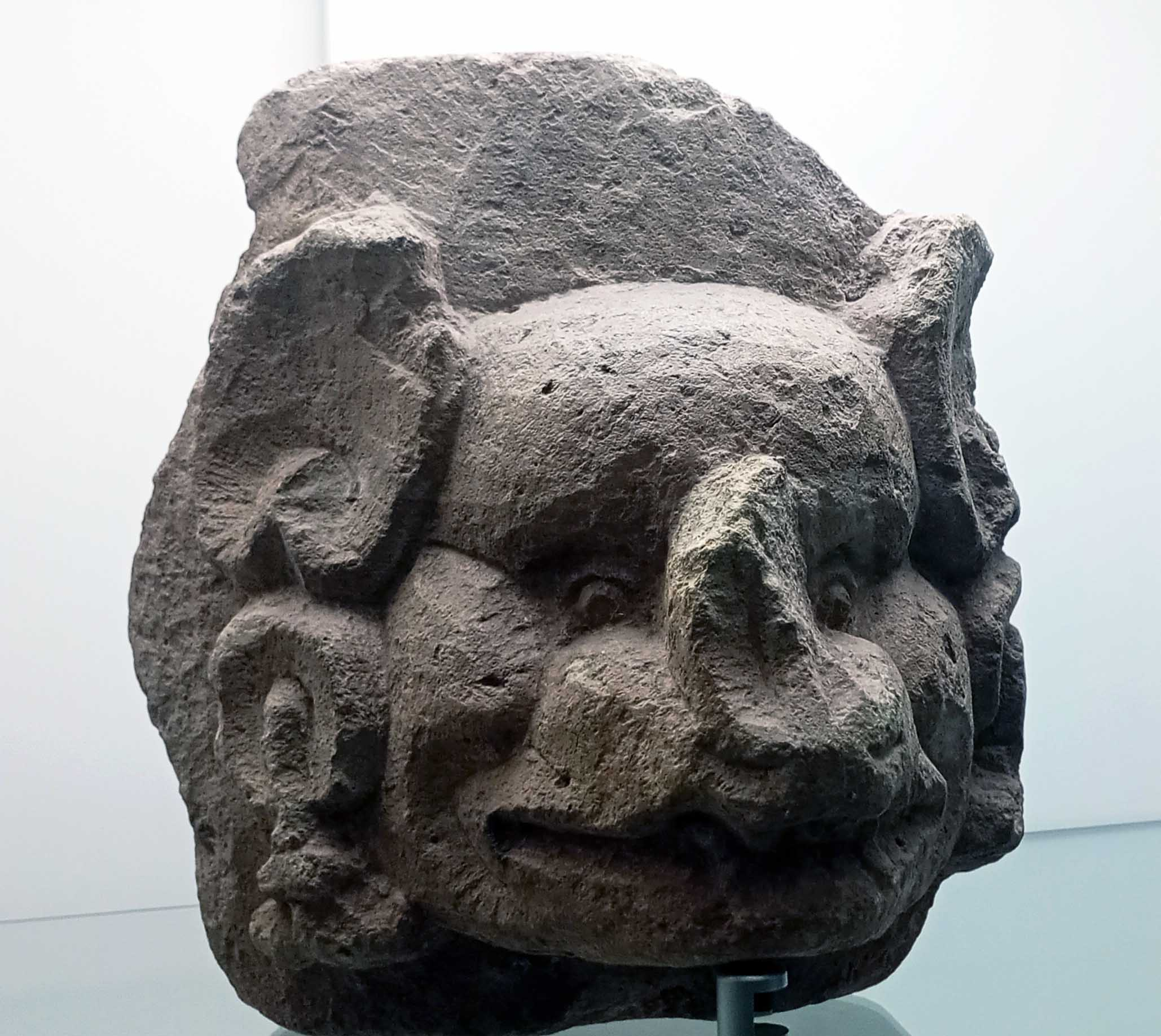
Cabeza del dios murciélago en el Museo para la identidad nacional de Tegucigalpa.

Encontramos al tzinacan (murciélago) dibujado en estelas, códices, y vasijas mayas con la librea del dios del aire. Se le ven el apéndice nasal y los dientes triangulares saliendo hacia abajo desde las comisuras de los labios. En los códices aztecas se le dibujaba en braseros, vasos y silbatos, siempre como los vampiros de tierra caliente del Sur de México.
La boca se caracteriza por los caninos y los incisivos inferiores tapados por la lengua que, en las urnas zapotecas, siempre aparece hacia afuera; las orejas grandes y bien formadas. Saliendo de las orejas, en forma de hojas, el tragus en jade; dedos cortos con garras hacia arriba para poder utilizar las ventosas de las palmas de las manos (las que le sirven al murciélago cuando se cuelga de superficies lisas) y su apéndice nasal en forma de silla de montar u hoja.
Las gónadas están muy bien formadas, indicando claramente que el poder está en el sexo. En lugar de un falo aparece un rostro, como para recordar que el hombre causal se forma con el mercurio -que es el alma metálica del esperma sagrado[cita requerida]- y que el hombre verdadero es, precisamente, el resultado de la transmutación sexual[cita requerida].
Los templos nahuas en forma de herradura estaban dedicados al culto del dios murciélago[cita requerida]. Sus altares eran de oro puro y orientados hacia el Este. El dios murciélago tiene poder para curar cualquier enfermedad, pero también poder para cortar el cordón plateado de la vida que une el cuerpo al alma[cita requerida]. Los Maestros nahuas lo invocaban para pedirle curación para sus discípulos o para sus amigos profanos[cita requerida].

## Cultura popular
En 2014, Warner Bros Entertainment convocó a 30 artistas para que reinterpretaran a Batman con motivo de su 75 aniversario. Uno de los que aceptó la encomienda fue Christian Pacheco, dueño del despacho de diseño Kimbal, con sede en Yucatán. Su estudio realizó una réplica del busto con el que se disfraza el personaje Bruce Wayne y lo moldeó con motivos mayas y referencias de la forma en que fue Camazotz, y el resultado fue la foto principal que ilustra este texto. La reinterpretación, por supuesto, maravilló a todos los que lo vieron y el busto fue llevado a la exposición Batman que se realizó en febrero de 2015 en el Museo Mexicano del Diseño (Mumedi).